# أروج قشلاق حاج عمران
أروج قشلاق حاج‌ عمران هي قرية في مقاطعة بارس أباد، إيران. عدد سكان هذه القرية هو 370 في سنة 2006.